# Резолюция Совета Безопасности ООН 1054
Резолюция Совета Безопасности ООН 1054 — резолюция Совета Безопасности ООН, принятая 26 апреля 1996 года после принятия резолюции 1044 (1996), а также покушения на президента Египта Хосни Мубарака на саммите Организации африканского единства (ОАЕ) в столице Эфиопии Аддис-Абебе. 26 июня 1995 года Совет Безопасности ООН наложил авиационные санкции на правительство Судана после того, как оно не выполнило просьбы ОАЕ об экстрадиции в Эфиопию подозреваемых в покушении, которые укрывались на территории Судана.

## Содержание
Совет Безопасности выразил тревогу в связи с покушением и был убежден, что виновные будут привлечены к ответственности. ОАЕ расценила это нападение как нападение на всю Африку, а не только на президента Египта или суверенитет Эфиопии. Было отмечено, что Судан не выполнил просьбы ОАЕ, что представляет собой угрозу международному миру и безопасности.
Действуя в соответствии с главой VII Устава Организации Объединенных Наций, Совет Безопасности потребовал, чтобы Судан немедленно выдал троих подозреваемых Эфиопии и воздержался от поддержки террористической деятельности или укрытия террористов на своей территории. Данные положения вступят в силу в 00:01 по восточному стандартному времени 10 мая 1996 года, если Судан не выполнит резолюцию. Все страны должны были:
- (а) сократить персонал в своих дипломатических представительствах в Судане и ввести ограничения на поездки для членов правительства или военных Судана;
- (b) воздерживаться от проведения международных конференций в Судане;
- (c) сообщить Генеральному секретарю Бутросу Бутросу-Гали в течение 60 дней о мерах, которые они приняли для выполнения резолюции. Только 40 государств выполнили это положение[4].

Генеральному секретарю было предложено в течение 60 дней доложить об итогах действия этой резолюции, и затем Совет Безопасности определит, выполнил ли Судан ее требования.

## Голосование
Китай и Россия воздержались при голосовании по Резолюции 1054, которая была одобрена остальными 13 членами Совета Безопасности. Судан назвал санкции «шокирующими» и «несправедливыми», заявив о том, что они являются попыткой изолировать страну. Дальнейшие санкции были наложены на страну в соответствии с Резолюцией Совета Безопасности ООН 1070.